# Leptocereus undulosus
Leptocereus undulosus ist eine Pflanzenart in der Gattung Leptocereus aus der Familie der Kakteengewächse (Cactaceae). Das Artepitheton undulosus stammt aus dem Lateinischen, bedeutet ‚wellig‘ und verweist auf die Rippen der Art.

## Beschreibung
Leptocereus undulosus wächst baumförmig, ist reich verzweigt und erreicht Wuchshöhen von bis zu 10 Metern mit einem kräftigen, aufrechten, stark bedornten Stamm. Die Triebabschnitte sind hell- bis trübgrün. Die 3 bis 5 flügelartigen Rippen sind tief gewellt. Die nadeligen, geraden, fast aufrechten, hellen Dornen sind bis 4 Zentimeter lang.
Die trichterförmigen, weißen Blüten haben eine schmale Blütenröhre und sind bei Durchmessern von 5 Zentimetern 10 bis 20 Zentimeter lang. Ihr Perikarpell und die Blütenröhre sind nahezu kahl. Die kugel- bis birnenförmigen, gelben Früchte sind hartfleischig und weisen Durchmesser von bis 5 Zentimetern auf.

## Verbreitung, Systematik und Gefährdung
Leptocereus undulosus ist in Haiti verbreitet.
Die Erstbeschreibung als Cereus undulosus wurde 1828 durch Augustin-Pyrame de Candolle veröffentlicht. Duniel Barrios und Lucas Charles Majure stellten die Art 2020 in die Gattung Leptocereus. Weitere nomenklatorische Synonyme sind Dendrocereus undulosus (DC.) Britton & Rose (1925) und Acanthocereus undulosus (DC.) Croizat (1943).
In der Roten Liste gefährdeter Arten der IUCN wird die Art als „Data Deficient (DD)“, d. h. mit keinen ausreichenden Daten geführt.

## Nachweise